# Józef Tischner
Józef Stanisław Tischner, ps. Wawrzek Chowaniec, Molinista, Józek Szkolny, Jegomość Józek (ur. 12 marca 1931 w Starym Sączu, zm. 28 czerwca 2000 w Krakowie) – polski prezbiter katolicki i filozof, profesor Papieskiej Akademii Teologicznej, kawaler Orderu Orła Białego.

## Życiorys

### Młodość
Był synem Józefa Tischnera i Weroniki z domu Chowaniec. 
Rodzina Tischnerów pochodziła ze Starego Sącza. Na przełomie XVIII i XIX wieku przodek Tischnera figurował w księgach kościelnych jako „Tischler vulgo Stolarski”. Pod rządami austriackimi jego polskie nazwisko zostało zniemczone. W 1811 nowo ochrzczonego syna zapisano jako „Tischner”, co przeszło na następne pokolenia. Dziadek księdza, Jan Tischner – podobnie jak jego przodkowie – zajmował się powroźnictwem. Jego synowie wybrali różne zawody: jeden był szewcem, inny pracował na kolei, a jeszcze inny uprawiał pole. Józef, ojciec księdza, skończył średnią szkołę, a następnie seminarium nauczycielskie w Starym Sączu.
Matka urodziła się w Jurgowie na Spiszu. Jej ojciec, Sebastian Chowaniec, „był właścicielem jakichś tam polan, które dzisiaj są po słowackiej stronie”, wspominał Józef Tischner. „Sam działał w plebiscycie, który miał ustalić granicę południową Polski po wielu latach rozbiorów”. Umiał czytać i pisać, był dwa razy w Ameryce, w czasie pierwszej wojny światowej walczył na froncie włoskim. Jego synowie uprawiali pola i hodowali zwierzęta, ale córki zdobyły wykształcenie: Weronika została nauczycielką, a Maria i Krystyna wstąpiły do zakonu sióstr serafitek (przyjęły imiona Benigna i Świętosława).
Józef Tischner i Weronika z Chowańców pobrali się latem 1930 i zamieszkali w Tylmanowej, gdzie obydwoje znaleźli pracę w szkole. Kiedy ich pierworodny syn Józef skończył rok, ojciec wygrał konkurs na kierownika szkoły w Łopusznej koło Nowego Targu, gdzie najpierw pomieszkiwał sam u Franciszka Klamerusa „Kumoska”, a następnie w 1934 przeprowadził się z rodziną do wyremontowanych pomieszczeń szkolnych. Józef Tischner uczęszczał do miejscowej szkoły podstawowej. Był starszym bratem Mariana – profesora weterynarii oraz Kazimierza – zootechnika.  Po ukończeniu I Liceum Ogólnokształcącego im. Seweryna Goszczyńskiego w Nowym Targu w 1949 postanowił wstąpić do seminarium. Ojciec sprzeciwiał się decyzji syna, uważając, że „Józef jest za młody”.

### Kariera naukowa
Z początku studiował prawo na Uniwersytecie Jagiellońskim, następnie w latach 1950–1955 filozofię i teologię na Wydziale Teologicznym UJ. W 1955 ukończył Wyższe Seminarium Duchowne Archidiecezji Krakowskiej i 26 czerwca w bazylice katedralnej na Wawelu przyjął święcenia prezbiteratu z rąk biskupa Franciszka Jopa. Po święceniach na kilka miesięcy został wikariuszem w jawiszowickiej parafii św. Marcina. Gdy władze państwowe odmówiły zatwierdzenia jego nominacji na wikariusza parafialnego w Jeleśni, kontynuował studia w Warszawie na Wydziale Filozofii Chrześcijańskiej Akademii Teologii Katolickiej, a następnie, od 1957 na Wydziale Filozoficzno-Historycznym UJ. Tam pod kierunkiem Romana Ingardena w 1959 uzyskał magisterium, a w 1963 obronił pracę doktorską Ja transcendentalne w filozofii Edmunda Husserla. W latach 1961–1963 pełnił funkcję sekretarza generalnego Polskiego Towarzystwa Teologicznego z siedzibą w Krakowie. Jesienią 1968 po raz pierwszy wyjechał za granicę, na roczne stypendium do Leuven. Efektem tego pobytu była praca Studia z teorii świadomości (Fenomenologia świadomości egotycznej), na której podstawie habilitował się w 1974 w ATK.
W latach 1982–1985 i 1997–2000 był dziekanem Wydziału Filozoficznego Papieskiej Akademii Teologicznej (wybrany na Rektora PAT, ze względów duszpasterskich odmówił przyjęcia funkcji), wieloletnim prezesem wiedeńskiego Instytutu Nauk o Człowieku. Został doktorem honoris causa Uniwersytetu Łódzkiego i Wyższej Szkoły Pedagogicznej w Krakowie. Był wykładowcą krakowskiej PWST, gdzie począwszy od 1980 prowadził monograficzne wykłady Filozofia dramatu. Członek Collegium Invisibile.

### Ostatnie lata życia
Pod koniec życia chorował na raka krtani. W tym okresie jego aktywność pisarska obejmowała relacje wolności i łaski oraz zagadnienie miłosierdzia. Na wiadomość o śmierci Józefa Tischnera Jan Paweł II napisał w telegramie: był człowiekiem Kościoła, zawsze zatroskanym o to, by w obronie prawdy nie stracić z oczu człowieka. Zgodnie ze swoją wolą został pochowany na cmentarzu w Łopusznej.

## Poglądy filozoficzne
W latach siedemdziesiątych stał się znaną postacią w życiu intelektualnym Polski. Zamknął ten okres zbiorem esejów Świat ludzkiej nadziei, w których podjął dyskusję z klasykami filozofii doby Oświecenia oraz egzystencjalistami (Sartre). Wprowadził pojęcie Ja aksjologicznego w powiązaniu ze świadomością i wolnością. W eseju Impresje aksjologiczne (1970) przedstawił opis źródłowego doświadczenia Ja jako elementarnej wartości, przeciwstawiając się koncepcji Ja transcendentalnego Husserla. W ramach tradycji fenomenologicznej wytyczył własną, oryginalną ścieżkę filozoficznej refleksji, która doprowadziła go do filozofii dramatu i metafizyki dobra.
W artykule Schyłek chrześcijaństwa tomistycznego (1970) Józef Tischner zakwestionował prymat filozoficzny tomizmu nad innymi nurtami filozofii w odniesieniu do Objawienia. Uważał, że filozofia jest niezależna i choć w wielu punktach jest przesiąknięta duchem chrześcijaństwa nie może się do niego sprowadzać. Jednocześnie przestrzegał przed zredukowaniem religii do jedynie słusznej filozofii. Od czasu sporu z tomizmem nie odbyła się w polskim Kościele żadna istotna debata bez jego udziału lub inspiracji. Teksty z pierwszego okresu jego twórczości są zawarte w książkach Świat ludzkiej nadziei (1975) oraz Myślenie według wartości (1982). Pod koniec lat siedemdziesiątych w książce Polski kształt dialogu (1979) podjął również polemikę z marksizmem.
W artykułach zebranych w książkach Nieszczęsny dar wolności (1993), W krainie schorowanej wyobraźni (1997) oraz Ksiądz na manowcach (1999) przedstawił swoje poglądy w kwestii budowania nowego ładu społecznego, politycznego, ale przede wszystkim etycznego. Kontynuował również pracę stricte filozoficzną. W dziełach pt. Filozofia Dramatu (1990) i Spór o istnienie człowieka (1998) zawarł własną, oryginalną filozofię.

## Działalność publiczna

### Promocja kultury góralskiej
Bryjka Józek z Ochotnice - nas podhalański Diogenes był cłekiem ślebodnym. Nie doł se dusy przywiązać przez ziemskie bogactwa. Jak nojmniej mieć, a jak nojbardziej być. To, co mos, mo i ciebie. Mos pole, juz-eś przywiązany do pola. Mos las, juz-eś przywiązany do lasa. Mos babe, juz-eś przywiązany do spodnicy. A jak cie tak to syćko powiąze, to ani sie spostrzezes, ze ni mos juz siebie. A wte takiś, jak ten cień. Wse nie swój. Wse cudzy.

W 1980 Józef Tischner przyjął funkcję kapelana Związku Podhalan i postawił sobie za cel „skrystalizowanie idei góralszczyzny”. Corocznie organizował nabożeństwo polowe pod Turbaczem nazywane Mszą Świętą Ludzi Gór, które jest odprawiane po dziś dzień na Polanie Rusnakowej przy Kaplicy Matki Boskiej Leśnej Królowej Gorców. Do 2014 znajdowała się ona pod opieką o. Kazimierza Krakowczyka, a następnie ks. Kazimierza Dadeja. Literackim owocem wspierania kultury góralskiej były kazania wygłaszane w gwarze oraz teksty pisane, przede wszystkim Historia filozofii po góralsku (1997). Ponadto, dzięki jego inicjatywie podhalańscy rolnicy uzyskali możliwość kształcenia się w Austrii oraz znaczną pomoc materialną w sprzęcie rolniczym. 

### Działalność publicystyczna
Był członkiem zespołów redakcyjnych „Tygodnika Powszechnego” i miesięcznika „Znak”. 

### Związki z polityką
W 1980 podjął na szerszą skalę działalność publiczną. Październikowe kazanie w katedrze na Wawelu podczas mszy świętej dla przywódców związkowych (solidarność to jeden drugiego ciężary noście, najgłębsza solidarność jest solidarnością sumień) stało się początkiem serii tekstów publikowanych w „Tygodniku Powszechnym” i wydanych później jako Etyka Solidarności (1981), w których rozwijał refleksję nad etycznym wymiarem ówczesnych wydarzeń. Od tej pory był powszechnie uznawany za kapelana „Solidarności”. Jego kazanie wygłoszone na I Zjeździe Solidarności w Gdańsku zaliczono w poczet oficjalnych dokumentów zjazdu. W homilii wygłoszonej przez Jana Pawła II w 1987 na Zaspie w Gdańsku papież cytował teksty Józefa Tischnera jako najlepiej oddające prawdę o „Solidarności”.
W 1996 podczas rozmowy z red. Eweliną Puczek na antenie TVP Katowice stwierdził, że był taki czas kiedy Europa i Polska były zagrożone terroryzmem lewicowym. Aktualnie "podnosi głowę, daje o sobie znać" terroryzm prawicowy, który stanowi zagrożenie, gdyż "ma pełną gębę religii". 

On się legitymizuje szlachetnymi, pięknymi wartościami chrześcijańskimi. No i kusi Kościół. To jest wielka pokusa pod adresem Kościoła. Ma bardzo piękne obietnice. Pech chce, że ja znam trochę historię, a szczególnie ten okres romansu Kościoła z hitleryzmem w Niemczech i ostrzegam, ale nie po to, żeby obrazić, tylko po to, żeby przemyśleć.

Był członkiem Rady Fundacji Stefana Batorego. Wystąpił w spocie Kongresu Liberalno-Demokratycznego. Później był członkiem rady programowej Unii Wolności.

#### Inwigilacja przez Służbę Bezpieczeństwa PRL
W opracowaniu historycznym Dominika Sokołowskiego i Radosława Żydonika z 2019 zatytułowanym Kryptonim „Klan”. Służba Bezpieczeństwa wobec NSZZ „Solidarność” w Gdańsku. T. 2.: I Krajowy Zjazd Delegatów podaje się, że Józef Tischner był rozpracowywany w latach 1980-1983 przez Wydział IV KW MO w Krakowie w ramach SOR krypt. „Leo”. Został zarejestrowany 27 lipca 1983 pod nr 81208 przez Departament IV MSW w kategorii „kandydat”, następnie "kontakt operacyjny", zaś od 13 października 1988 "konsultant". Wyrejestrowano go 30 stycznia 1990.
Recenzent naukowy pracy, w której podjęto temat kontaktów ks. Józefa Tischnera z funkcjonariuszami SB - dr hab. Sławomir Cenckiewicz z IPN opublikował 3. czerwca 2019 w serwisie X następujący wpis: 

Przykra ta rejestracja ks. Józefa Tischnera w kategorii KO i konsultanta Departamentu IV MSW... Szkoda.

Red. Paweł Stachowiak - historyk i politolog, na łamach Przewodnika Katolickiego określił wpis Sławomira Cenckiewicza mianem "uproszczonego i insynuacyjnego". Jego zdaniem, nie można  oprzeć się wrażeniu, że niektórzy badacze akt SB, wbrew swej ogromnej, specjalistycznej wiedzy są skłonni traktować je jako materiał autonomiczny, niewymagający znajomości szerszego kontekstu, bez którego odnotowane w nich osoby uznaje się za podejrzane lub wręcz winne.

Mówić dziś „szkoda” i „przykro” – a zatem insynuować, że każda forma takowych rozmów była kompromitującym aktem zdrady – jest albo dowodem braku wiedzy, albo, co gorsza, złej woli i wykorzystywania przeszłości dla celów doraźnej walki politycznej.

W reakcji na komentarz Sławomira Cenckiewicza, bracia ks. Józefa Tischnera, Marian i Kazimierz Tischnerowie skierowali do niego list, w którym wyrazili swój protest wobec formułowania podejrzeń w sytuacji braku jakichkolwiek dowodów rzeczywistej współpracy. Adresat nie udzielił żadnej odpowiedzi na uwagi zawarte w liście.
Zdaniem ks. Tadeusza Isakowicza-Zaleskiego, z informacji opublikowanych przez Sławomira Cenckiewicza nie wynika nic, co mogłoby wpłynąć na negatywną ocenę postaci ks. Józefa Tischnera. „Kontakt operacyjny” to bliżej nieokreślona forma stosowana wobec osób, którymi interesowała się SB, natomiast „konsultant” może oznaczać osobę, która prowadziła rozmowy z bezpieką, nie podejmując z nią współpracy. W jego książce ks. Józef Tischner opisany jest jako „figurant”, czyli ktoś, na kogo zbierano donosy. Z dokumentów wynika jasno, że Józef Tischner był przeciwnikiem systemu komunistycznego. Jeśli wówczas nie został zwerbowany, to znaczy, że takie plany nie powiodły się pomimo gromadzenia na niego „haków”. Okazał się być niezłomny.
Wojciech Bonowicz, biograf autora Etyki Solidarności stwierdził, że o ks. Józefa Tischnera jest spokojny, gdyż przestrzegał on zasady, żeby nie mieć wspólnych tajemnic z SB. Jeśli wzywano go na rozmowy lub jeśli nachodzili go esbecy, informował o tym rodzinę, znajomych i współpracowników. Po latach mówił o tym otwarcie w wywiadach.
Sam zaś Józef Tischner podczas rozmowy z Anną Karoń-Ostrowską w 1992 przyznał, że był świadom inwigilacji. Od czasu do czasu, przeciętnie co trzy miesiące dostawał wezwania na rozmowę. Księża z archidiecezji krakowskiej byli poinstruowani przez swoich przełożonych, że na wezwania z Wydziału do spraw Wyznań lub z milicji należy się stawiać. Także wtedy, gdy urzędnicy lub funkcjonariusze przychodzili "w odwiedziny" trudno było zamknąć im drzwi przed nosem.

Moją „sprawą” zajmowali się różni przedstawiciele władzy państwowej - jeden umarł, drugi zniknął w wirach ubeckiej historii. Moi interlokutorzy ciągle się zmieniali (…) Te rozmowy nie były jakieś straszne, zatrważające. Nie na tym rzecz polegała, że czymś grożono, ale na tym, że było się kontrolowanym. To było najgorsze.

## Publikacje
- 1963: Ja transcendentalne w filozofii Edmunda Husserla.
- 1970: Schyłek świata tomizmu.
- 1975: Świat ludzkiej nadziei. Kraków: Znak.
- 1978–1979: Filozofia poznania. Kraków: Papieski Wydział Teologiczny.
- 1979: Polski kształt dialogu. Kraków: Znak.
- 1979: Filozofia chrześcijańska w dialogu z marksizmem. Kraków: Instytut Filozofii przy Papieskim Wydziale Teologicznym: Instytut Teologiczny Księży Misjonarzy.
- 1981: Etyka Solidarności. Kraków: Znak.
- 1982: Myślenie według wartości. Kraków: Znak.
- 1990: Filozofia Dramatu. Paris: Éd. du Dialogue.
- 1990: Książeczka pielgrzyma. Kalwaria Zebrzydowska: Calvarianum.
- 1991: Polski młyn. Kraków: Nasza Przeszłość.
- 1992: Boski młyn. Kraków: Oficyna Podhalańska: Secesja.
- 1993: Nieszczęsny dar wolności. Kraków: Znak.
- 1993: Spowiedź rewolucjonisty: czytając Fenomenologię ducha Hegla. Kraków: Znak.
- 1993: Miłość niemiłowana. Kraków: Wyd. Sławomira Grotomirskiego.
- 1994: Idzie o honor. Kraków: Oficyna Podhalańska: „Secesja”.
- 1994: Jak żyć?. Wrocław: Tum.
- 1994: Czytając Veritatis splendor. Kraków: Unum: Polskie Towarzystwo Teologiczne.
- 1995: Między Panem a Plebanem. wraz z Adamem Michnikiem i Jackiem Żakowskim. Kraków: Znak.
- 1996: Tischner czyta katechizm. Kraków: Znak.
- 1997: W krainie schorowanej wyobraźni. Kraków: Znak.
- 1997: Historia filozofii po góralsku. Kraków: Znak.
- 1998: Spór o istnienie człowieka. Kraków: Znak.
- 1999: Ksiądz na manowcach. Kraków: Wyd. Znak.
- 1999: Krótki traktat o naturze służby. Kraków.
- 1999: Drogi i bezdroża miłosierdzia. Kraków: Wyd. AA: Wyd. M.
- 2000: Pomoc w rachunku sumienia. Kraków: Znak.
- 2000: Myśli wyszukane. Kraków: Znak.
- 2000: Etyka solidarności. Kraków: Znak.
- 2001: Miłość nas rozumie: rok liturgiczny z księdzem Tischnerem. Kraków: Znak.
- 2001: Wobec wartości (wyd. 3). Poznań: W drodze.
- 2001: Wieści ze słuchanicy. Kraków: Znak.
- 2003: Słowo o ślebodzie: kazania spod Turbacza 1981–1997. Kraków: Znak.
- 2003: Spotkanie / z ks. Józefem Tischnerem rozmawia Anna Karoń-Ostrowska. Kraków: Znak.
- 2003: O człowieku: wybór pism filozoficznych. Wrocław: Zakład Narodowy im. Ossolińskich.
- 2004: Myślenie w żywiole piękna. Kraków: Znak.
- 2005: Wokół Biblii. Kraków: Znak.
- 2005: Idąc przez puste błonia. Kraków: Znak.
- 2006: Studia z filozofii świadomości. Kraków: Instytut Myśli Józefa Tischnera.
- 2006: Zrozumieć własną wiarę. Kraków: Społeczny Instytut Wydawniczy „Znak”.
- 2009: Etyka a historia. Wykłady. Kraków: Instytut Myśli Józefa Tischnera.
- 2009: Wiara ze słuchania. Kraków: Znak. Publikacja zawiera kazania wygłoszone przez księdza profesora w latach 1980–1992 w starosądeckim klasztorze Sióstr Klarysek.
- 2012: Alfabet Tischnera. Wybrał i opracował Wojciech Bonowicz. Kraków: Wydawnictwo Znak.
- 2017: Inny. Eseje o spotkaniu. Kraków: Znak.
- 2017: Wędrówki w krainę filozofów. Kraków: Znak. Zapis audycji radiowych z udziałem księdza Józefa Tischnera emitowanych w latach 1989–1991 w Programie 3 Polskiego Radia, a następnie w Polskim Radiu Kraków.
- 2017: Krótki przewodnik po życiu. Nieznane teksty. Kraków: Wydawnictwo Znak.

## Nagrody i odznaczenia
- Złoty Mikrofon (1991)
- Nagroda Fundacji Piotra Büchnera za twórczość eseistyczną (1993)[25]
- Nagroda Fundacji im. Stefana Kisielewskiego (1993)
- Nagroda Fundacji Alfreda Jurzykowskiego
- Nagroda Krakowska Książka Miesiąca za książkę Historia filozofii po góralsku (styczeń 1998)
- Order Orła Białego nadany przez prezydenta Aleksandra Kwaśniewskiego 14 września 1999 „w uznaniu znamienitych zasług dla Rzeczypospolitej Polskiej”

## Upamiętnienie

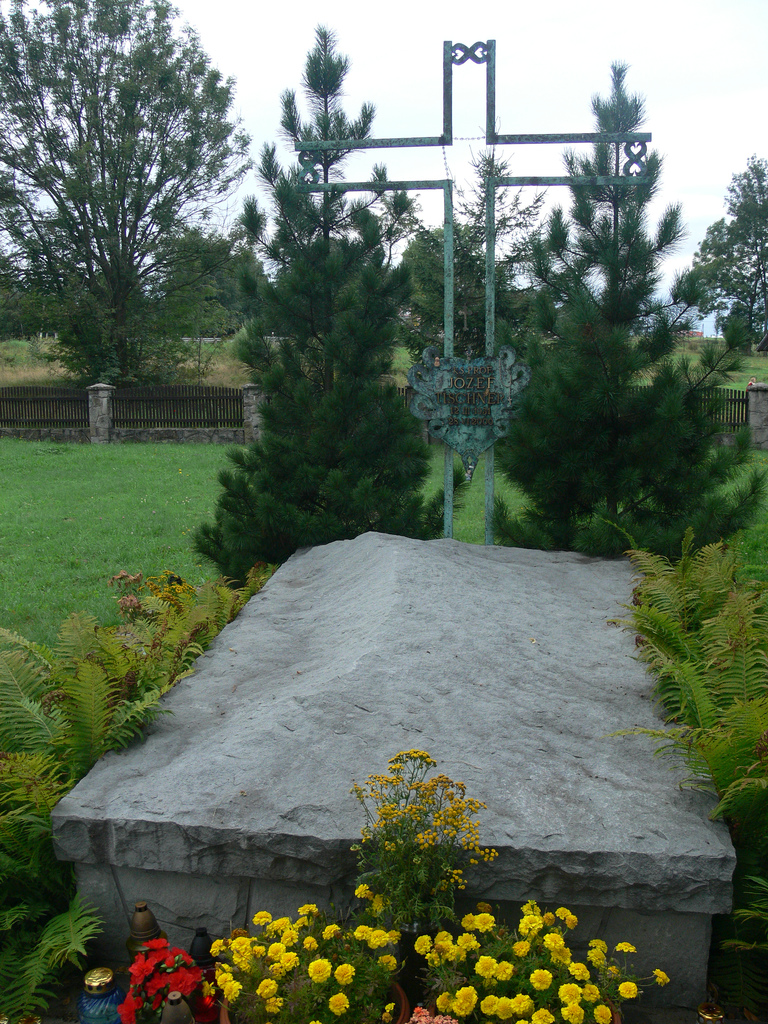
Grób Józefa Tischnera na cmentarzu w Łopusznej

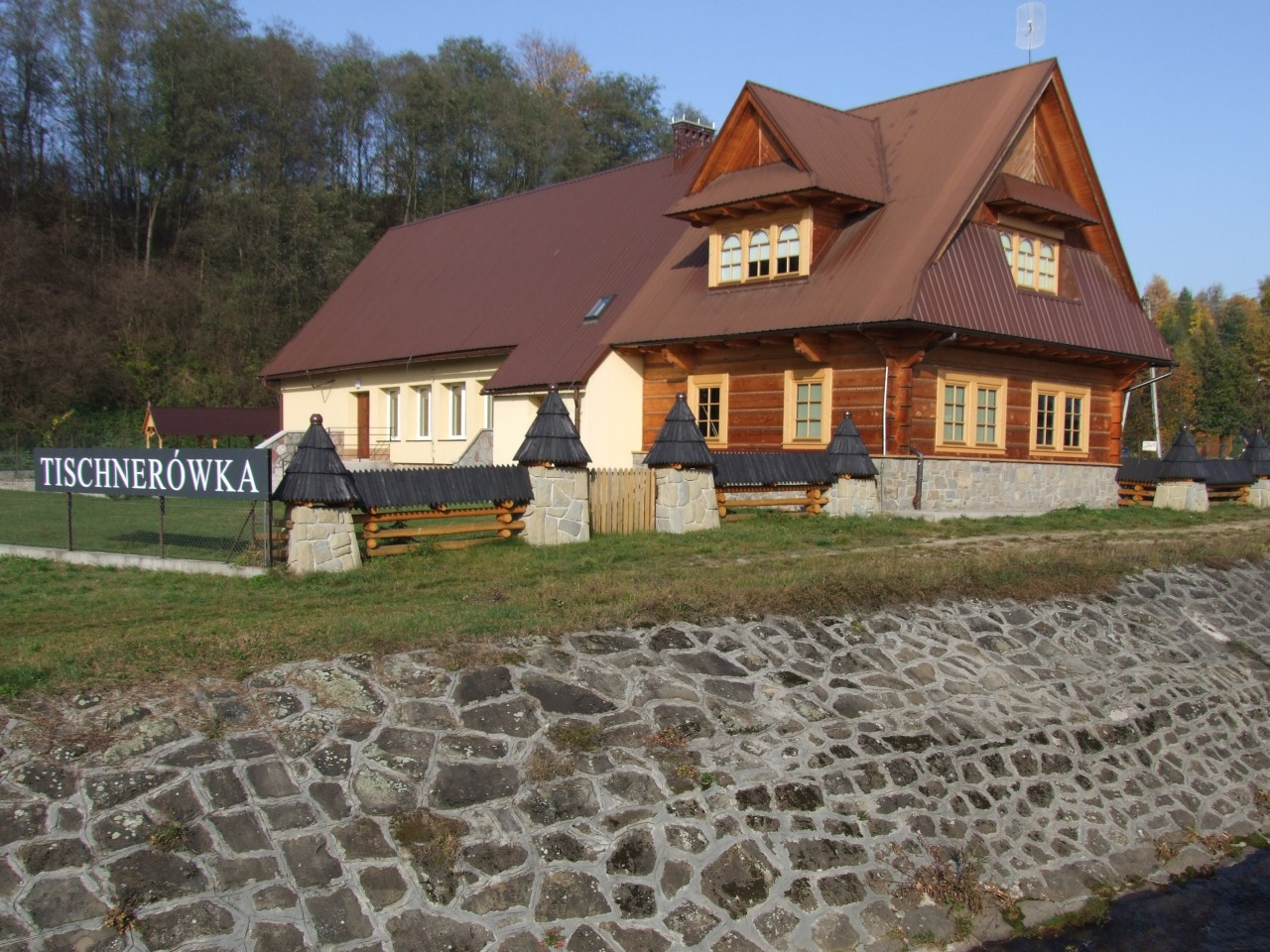
Izba Pamięci ks. prof. Józefa Tischnera w Łopusznej, tzw. Tischnerówka

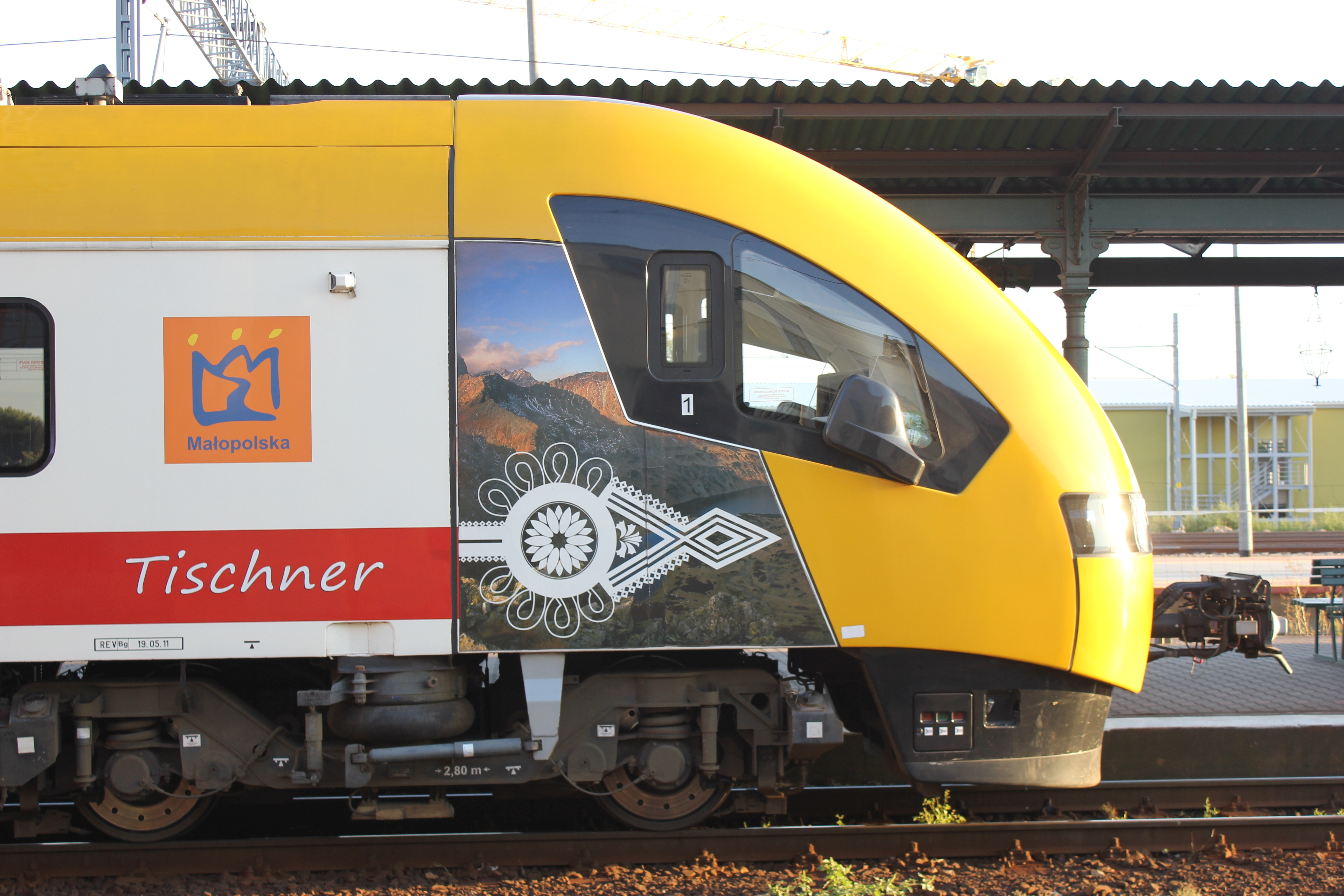
Elektryczny zespół trakcyjny EN77-005 "Tischner" na dworcu PKP w Tarnowie

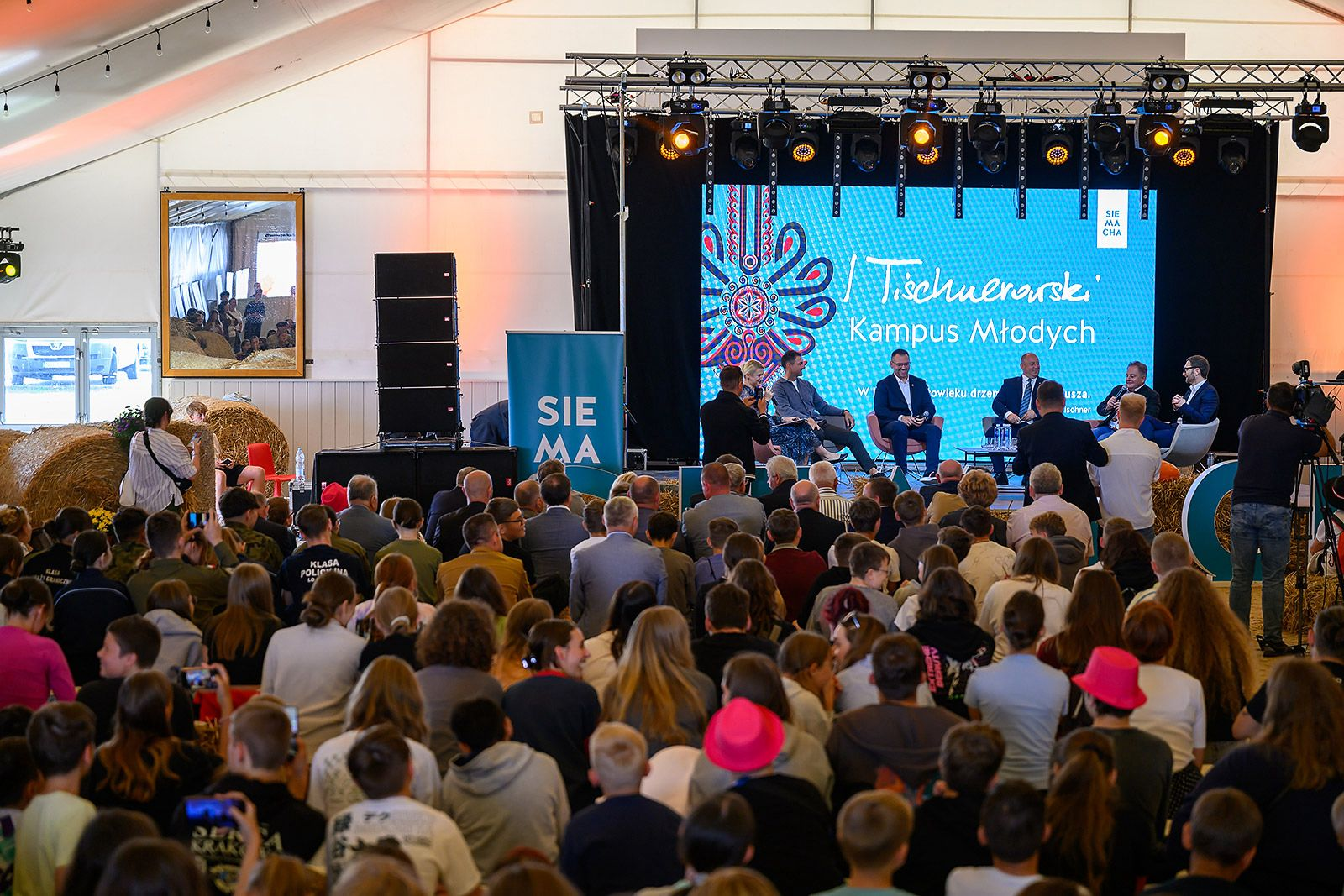
Tischnerowski Kampus Młodych w ośrodku Stowarzyszenia SIEMACHA w Odporyszowie

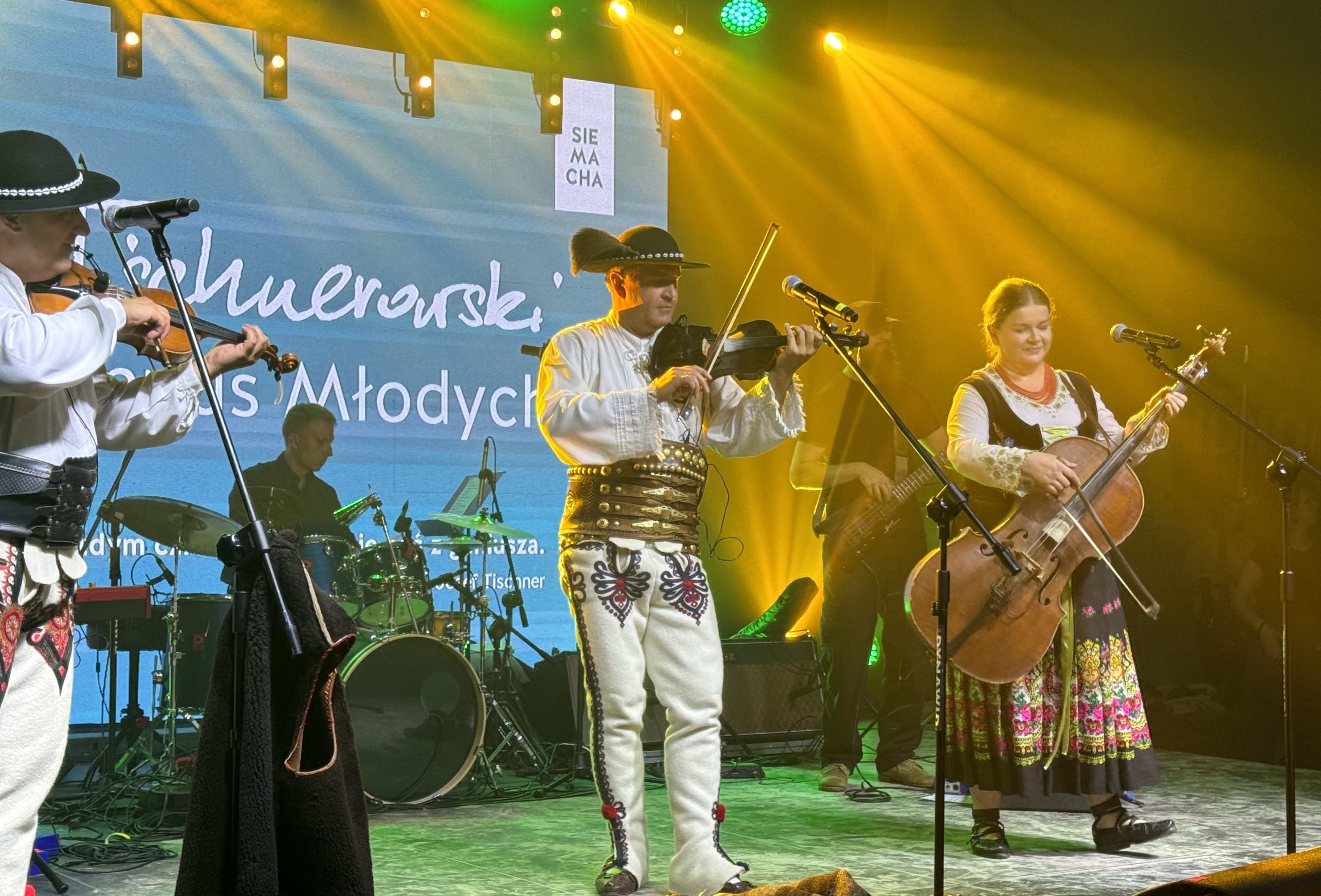
Zespół Trebunie Tutki na Tischnerowskim Kampusie Młodych w Odporyszowie

- Przy Gminnym Ośrodku Kultury w Łopusznej działa dom pamięci ks. prof. Józefa Tischnera, tzw. Tischnerówka[26].
- Nakładem wydawnictwa Znak ukazała się w 2001 biografia księdza Józefa Tischnera autorstwa Wojciecha Bonowicza pt. Tischner.
- Od 2001 jest przyznawana Nagroda Znaku i Hestii imienia księdza Józefa Tischnera[27].
- Wiedeński Instytut Nauk o Człowieku przyznaje od 2003 tischnerowskie stypendia dla młodych polskich i polonijnych naukowców[28].
- Józef Tischner jest patronem Zespołu Szkół Społecznych w Tarnowie, który jako pierwszy przyjął go za patrona 10 marca 2001, a także: Zespołu Szkół nr 3 w Bochni, Szkoły Podstawowej nr 153 w Krakowie (12 marca)[29], Wyższej Szkoły Europejskiej w Krakowie, Zespołu Szkół nr II w Żorach, Zespołu Szkół Ogólnokształcących nr 4 w Poznaniu, II Liceum Ogólnokształcącego w Wałczu, XXIII Liceum Ogólnokształcącego w Łodzi, II Liceum Ogólnokształcącego w Wodzisławiu Śląskim, Zespołu Szkół w Rabce-Zdroju, Zespołu Szkół nr 3 w Wadowicach, Zespołu Szkół i Przedszkola w Domosławicach, Szkoły Podstawowej Specjalnej nr 26 w Toruniu, Zespołu Szkół w Starym Sączu oraz Szkoły Podstawowej numer 1 w Starym Sączu
- Od 2003 w Krakowie działa Fundacja „Instytut Myśli Józefa Tischnera”, która stawia sobie za cel ochronę i upowszechnianie intelektualnego dorobku swego patrona oraz twórczą kontynuację najważniejszych wątków jego filozofii.
- Myśli Józefa Tischnera w opracowaniach Romana Kołakowskiego i Krzysztofa Trebuni-Tutki znalazły się na płycie Tischner.
- Od 2004 działa Fundacja Krakowskie Hospicjum dla Dzieci im. ks. Józefa Tischnera[30], która zgodnie z § 8 pkt. 8 Statutu Fundacji (ochrona i upowszechnianie intelektualnego dorobku księdza profesora Józefa Tischnera oraz współpraca z organizacjami, stowarzyszeniami, instytucjami, których działalność jest zbieżna z celami Fundacji) [31] wydała 5 płyt z muzyką góralską i nagraniami tekstów ks. prof. Józefa Tischnera, czytanymi m.in. przez Jerzego Stuhra i Jerzego Trelę. Płyty dołączane były do ogólnopolskich czasopism, takich jak Tygodnik Powszechny, Gość Niedzielny czy Gazeta Wyborcza; ostatnia z okazji 25 rocznicy śmierci Patrona i 20 św. Jana Pawła II ukazała się w VII 2025 r., a jej wydanie poprzedził koncert[32] muzyki i dialogów z płyty w dniu 1 III 2025 r. w Muzeum Sztuki i Techniki Japońskiej Manggha.
- Elektryczny zespół trakcyjny EN77-005 relacji Kraków-Zakopane nosi imię Józef Tischner.
- W Collegium Witkowskiego Uniwersytetu Jagiellońskiego znajduje się aula im. prof. Józefa Tischnera.
- Z inicjatywy Stowarzyszenia „Drogami Tischnera”[33] i Stowarzyszenia SIEMACHA, we współpracy z Uniwersytetem Ignatianum w Krakowie w dniach 11-13 września 2024 w Odporyszowie odbył się I. Tischnerowski Kampus Młodych[34][35] pod hasłem: W każdym człowieku drzemie coś z geniusza[36].
- Uchwałą Senatu RP XI kadencji z 29 października 2024, rok 2025 ustanowiono „Rokiem ks. prof. Józefa Tischnera” w uznaniu „wybitnych osiągnięć jednego z najważniejszych polskich filozofów, duchownych i intelektualistów” w związku z 25. rocznicą jego śmierci[37][38].
- Wzdłuż granicy dzielnic: XIII Podgórze i IX Łagiewniki-Borek Fałęcki w Krakowie przebiega ulica im. Józefa Tischnera[39].
- Ulice w Gdańsku[40], Chojnicach[41], Wąbrzeźnie[42], Starym Sączu[43], Zduńskiej Woli[44], Łopusznej[45], Tychach[46], Lublinie[47], Jeleniej Górze (Sobieszowie)[48] noszą imię ks. Józefa Tischnera.